# Austropetalia annaliese
Austropetalia annaliese là loài chuồn chuồn trong họ Austropetaliidae. Loài này được Theischinger mô tả khoa học đầu tiên năm 2013.